# Sven Johansson (strzelec)
Sven Våge Kenneth Johansson (ur. 1 stycznia 1945 w Värnamo) – szwedzki strzelec sportowy. Brązowy medalista olimpijski z Moskwy.
Specjalizował się w strzelaniu karabinowym. Zawody w 1980 były jego czwartymi  igrzyskami olimpijskimi, wcześniej brał udział w IO 68, IO 72 i IO 76. Pod nieobecność sportowców z części krajów Zachodu sięgnął po medal w karabinie małokalibrowym w konkurencji trzy postawy (50 m). W różnych konkurencjach był medalistą mistrzostw świata i Europy.